# 물방울을 그리는 남자
물방울을 그리는 남자(The Man Who Paints Water Drops)는 한국에서 제작된 김오안, 브리지트 부이오 감독의 2021년 다큐멘터리 영화이다. 김창열 등이 주연으로 출연하였다.

## 출연

### 주연
- 김창열